# 贝哈特
贝哈特（Behat），是印度拉贾斯坦邦Saharanpur县的一个城镇。总人口17177（2001年）。

## 人口
该地2001年总人口17177人，其中男性9195人，女性7982人；0—6岁人口2950人，其中男1584人，女1366人；识字率50.63%，其中男性为55.77%，女性为44.70%。